# Ichneumon nitidulus
Ichneumon nitidulus är en stekelart som beskrevs av Heinrich Boie 1857. Ichneumon nitidulus ingår i släktet Ichneumon och familjen brokparasitsteklar. Inga underarter finns listade i Catalogue of Life.